# Tampieng Tunong
Tampieng Tunong is een bestuurslaag in het regentschap Pidie van de provincie Atjeh, Indonesië. Tampieng Tunong telt 374 inwoners (volkstelling 2010).